# Oorlogsmonument Schipluiden
Het oorlogsmonument in de Nederlandse plaats Schipluiden is een monument ter nagedachtenis aan slachtoffers van de Tweede Wereldoorlog.

## Achtergrond
Het initiatief voor een herdenkingsmonument werd genomen in 1946 door de plaatselijke afdeling van het Nederlands Volksherstel. De opdracht werd gegund aan beeldhouwer Albert Termote. Hij ontwierp een monument bestaande uit zandstenen blokken die zijn gestapeld in de vorm van een zwaard dat tot het gevest in de grond is gestoken, als symbool van de vrede. Het idee had hij eerder toegepast, maar in een verfijndere uitvoering, voor het oorlogsmonument Wieringerwerf. Het ontwerp voor Schipluiden was in 1948 gereed, maar doordat ministeriële goedkeuring op zich liet wachten, kon het pas twee jaar later worden onthuld. De onthulling, door burgemeester D.J.M. van Gent, vond plaats op 4 mei 1950. Het monument staat in een plantsoen tegenover de H. Jacobus de Meerderekerk.

## Beschrijving
Het zwaardvormig monument werd opgedragen "aan onze gevallenen 1940 1945" en vermeldt de namen van de oorlogsslachtoffers. Daarboven zijn in reliëf de wapens aangebracht van de voormalige ambachtsheerlijkheden die tezamen de gemeente Schipluiden vormden: Abtsregt, Hodenpijl, Hof van Delft, Dorp, Groeneveld, Keenenburg, Schipluiden, Sint Maartensregt en Zouteveen. Een inscriptie boven de wapens luidt: 

NIEMAND HEEFT GROTER LIEFDE GEHAD DAN HIJ DIE ZIJN LEVEN GEEFT VOOR ZIJN VRIENDEN
JOH 15:15

De knop van het zwaard toont een verkort kruis, met christusmonogram en de Alfa en Omega.
In 1990 werden de namen van drie slachtoffers toegevoegd die zijn omgekomen in het voormalig Nederlands-Indië.